# Amarante à ventre noir
Lagonosticta rara
Espèce
Statut de conservation UICN

 LC  : Préoccupation mineure
Statut CITES
L’Amarante à ventre noir (Lagonosticta rara) est une espèce de passereau appartenant à la famille des Estrildidae.

## Répartition
Son aire horizontale de répartition s'étend de la Guinée à l'ouest du Kenya : notamment à travers la mosaïque de forêt-savane guinéenne.